# 秦嵐
秦嵐（1979年7月17日—），中國大陆女演员，出生于辽宁省沈阳市，现居北京。1999年參加第六屆首藝盃全國推新人大賽獲廣告模特組全國十佳金獎，同年主演電視劇《推新人的故事》正式出道。2003年在《還珠格格3》演出陳知畫一角打開知名度。2007年在《又見一簾幽夢》中飾演汪綠萍引發更多關注。2018年在《延禧攻略》中飾演富察皇后，角色深受喜爱再度翻红。秦岚亦是唯一受邀第57届西班牙圣塞巴斯蒂安国际电影节的亚洲女演员。

## 生平

### 早年經歷
秦嵐出生於遼寧省瀋陽市沈河區，家中是双职工家庭，六歲時曾短暫學過芭蕾舞與民族舞。中學時，秦嵐表姐的好朋友在瀋陽一家影樓當化妝師，便推薦秦嵐當模特兒為影樓拍攝廣告。
之後秦嵐與好友看到達芙妮女鞋廣告徵選女主角的訊息，便將在影樓拍攝的寫真照寄出報名，雖然沒有選上廣告女主角，但秦嵐接到該廣告男主角任賢齊的經紀人的電話，對方邀請她見面後便詢問她有沒有意願參與電視劇《笑傲江湖》中岳靈珊一角的演出，不過秦嵐媽媽擔心當年才17歲的她受騙，所以拒絕演出邀請。
從小就是乖乖女的秦嵐在考大學時，按照父母的要求報考會計專業並進入瀋陽工業大學會計學系就讀。入學後半年，秦嵐與同學在電視上看到全國首藝杯推新人大賽的廣告並報名參賽，經過一個多月的比賽，她獲得廣告模特組全國十佳金獎。之後她與湖南電視台簽約開始了演員的生涯。

### 崭露头角；开始走红（1999年至2005年）
1999年秦嵐主演電視劇《推新人的故事》正式出道，之後陸續拍攝《火鳳凰》、《大唐情史》等電視劇。2002年《還珠格格3》開拍，瓊瑤劇組赴京選角，秦嵐從200多名候選人中獲選，飾演江南名媛「陳知畫」一角，該反派角色讓秦嵐始獲知名度。2004年，秦嵐在電影《鄧小平·1928》中飾演中華人民共和國領導人鄧小平的妻子張錫媛，這是她的首部電影作品。

### 获得肯定（2006年至2008年）
2006年，瓊瑤開拍《又見一簾幽夢》再次找上秦嵐，這回她飾演的舞蹈家「汪綠萍」獲得肯定，並在2008年入圍第24屆中國電視金鷹獎觀眾喜愛的女演員獎。

### 平稳时期（2009年至2014年）
2009年，秦岚受邀第57届西班牙圣塞巴斯蒂安国际电影节，成为全亚洲唯一受邀的女演员；她以《南京！南京！》击败14部作品的入圍者，获得最高荣誉最佳电影“金贝壳奖”。此外，秦嵐也受邀出席英国伦敦电影节。2013年，秦嵐憑《王的盛宴》呂后一角入圍第7屆亞洲電影大獎最佳女配角。同年，她推出首張個人EP《一肩之隔》，同名主打歌作為她與蘇有朋合作演出的電視劇《非緣勿擾》片尾曲。

### 成立工作室（2015年至2017年）
2015年秦嵐開始發展影視幕後事業，除了成立工作室處理個人的演藝事業外，她還與經紀人張思聰共同投資創立上海沃星影業有限公司與泰然沃星影視基金，主要發展影視投資製作、基金管理、藝人及導演編劇經紀事務等項目，並在2017年陸續擔任網路電影《少女的奇幻日記之追星計劃》與《超級APP》出品人。

### 再度翻红；高峰时期（2018年至今）
2018年暑假，秦嵐凭清宮劇《延禧攻略》飾演乾隆皇帝的皇后富察容音再度翻红，她詮釋出富察皇后溫婉大度、端莊賢淑的形象，深受觀眾喜愛。2020年6月，秦嵐主演的《怪你過分美麗》口碑與收視皆有斬獲，她在劇中饰演性格果断霸气的明星经纪人「莫向晚」。
2021年3月，秦岚主演的现实主义女性成长话题剧《理智派生活》，从贴进现实生活的视角出发，着重于展现人物在生活职场的挫折和起伏。剧中通过30+女性与生活多重博弈展开，透过职场生活、情感、家庭等方方面面，写实故事引发诸多观众共鸣。同年6月，担任网络电影《射雕英雄传之降龙十八掌》与《射雕英雄传之九阴白骨爪》出品人。
2022年5月，秦岚在《传家》饰演气质高雅的大家闺秀，与聂远再续“帝后CP”的情缘。6月在《關於唐醫生的一切》飾演性格率真、幹練倔強、說話犀利的剛烈心臟外科醫師唐佳瑜，也是秦岚首次飾演医生，首部参演的医疗剧。

## 轶事
除了演藝事業以外，秦嵐亦擁有個人副業投資。2014年自創紅酒品牌「繪製嵐香」、时尚萌寵品牌「Lan.Cute」。

## 个人生活
虽至今未婚，秦岚却非常乐于分享自己的感情经历和感悟。以下信息来源于其本人所述。

### 黄晓明
秦嵐与黃曉明结识于《还珠格格3天上人间》，2003年10月27日，黄晓明在银川拍摄《龙票》時遭遇车祸而重伤住院，两人恋情曝光。2006年11月28日，秦岚于博客曝已与黄晓明分手。

### 陆川
2008年底，秦嵐与中國大陸电影导演陆川因拍摄由陆川执导的电影《南京！南京！》结缘。2011年3月，秦岚再拍摄由陆川执导的电影《王的盛宴》，2013年7月分手。2018年10月24日，秦岚在节目《鲁豫有约》提到前男友陆川曾向自己求过婚。

## 影视作品

### 電視劇
| 首播年份 | 剧名                          | 角色           | 备注       |
| 1999年   | 推新人的故事                  | 翁小雨         | 出道作     |
| 2000年   | 嫁個好男人                    | 邢丹           |            |
| 2001年   | 信仰                          | 洪融           |            |
| 2001年   | 不共戴天                      | 杜鵑           |            |
| 2001年   | 火鳳凰                        | 佟姍姍         |            |
| 2001年   | 大唐情史                      | 武才人         |            |
| 2003年   | 還珠格格3天上人間             | 陳知画         |            |
| 2003年   | 青天衙門                      | 良妃           | 客串       |
| 2004年   | 我和殭屍有個約會III之永恆國度 | 岳銀瓶         | 特別出演   |
| 2004年   | 龍票                          | 范潤玉         |            |
| 2004年   | 鐵血蓮花                      | 水姑、沈水蓮   |            |
| 2005年   | 風雲II七武器                  | 于楚楚         |            |
| 2005年   | 中華英雄                      | 木修羅         |            |
| 2006年   | 護花奇緣                      | 官青青         |            |
| 2006年   | 老鼠愛大米                    | 徐薇/小雯      | 客串       |
| 2006年   | 芙蓉花開                      | 藍曉薇/藍芙蓉  |            |
| 2006年   | 我家不打烊                    | 喵喵           |            |
| 2006年   | 第一茶莊                      | 沈玉琦         |            |
| 2007年   | 又見一簾幽夢                  | 汪綠萍         |            |
| 2007年   | 繡娘蘭馨                      | 沈蘭馨         |            |
| 2008年   | 傷城之戀                      | 周雨晴         |            |
| 2009年   | 深宅                          | 白玉蘭(周雪蓮) |            |
| 2009年   | 黑三角                        | 程素貞         |            |
| 2009年   | 紅色電波                      | 辛晴           |            |
| 2010年   | 真情錯愛                      | 葉瑾           |            |
| 2011年   | 媽媽我愛你                    | 岳菊妮         | 客串       |
| 2011年   | 新還珠格格                    | 杜雪吟         | 客串       |
| 2011年   | 完美丈夫                      | 王妍           | 客串       |
| 2012年   | 大唐女將樊梨花                | 樊梨花         |            |
| 2012年   | 楚漢傳奇                      | 呂后           |            |
| 2013年   | 滾滾紅塵                      | 顧海棠         |            |
| 2013年   | 非緣勿擾                      | 劉琳           |            |
| 2013年   | 女人幫·妞兒2                  | 安妮           | 客串       |
| 2014年   | 唱战记                        | 洛顏           |            |
| 2014年   | 神雕侠侣                      | 荷香           | 客串       |
| 2015年   | 極品女士4                     | 女選手         | 客串       |
| 2016年   | 睡在我上铺的兄弟              | 徐美心         | 客串       |
| 2016年   | 咱們相愛吧                    | 蔡春妮         |            |
| 2018年   | 延禧攻略                      | 富察容音       |            |
| 2019年   | 夜空中最閃亮的星              | 方怡然         | 特別出演   |
| 2020年   | 怪你过分美丽                  | 莫向晚         |            |
| 2020年   | 民初奇人传                    | 金繡娘         |            |
| 2021年   | 理智派生活                    | 沈若歆         |            |
| 2021年   | 突围                          | 范家慧         |            |
| 2022年   | 传家                          | 易钟灵         |            |
| 2022年   | 關於唐醫生的一切              | 唐佳瑜         |            |
| 2022年   | 芳心荡漾                      | 张帆           | 網絡劇     |
| 2023年   | 灿烂的转身                    | 苏菲           | 網絡劇     |
| 2023年   | 云襄传                        | 苏怀柔         | 特邀主演   |
| 2023年   | 正好遇見你                    | Lily姐         | 特别出演   |
| 2023年   | 闪耀的她                      | 管文           | 網絡劇     |
| 2024年   | 九部的檢察官                  | 都子瑜         | 網絡劇     |
| 2025年   | 黃雀                          | 黎小蓮         | 網絡劇     |
| 2025年   | 成家                          | 秦天越         |            |
| 待播     | 填四川                        | 寧徙           | 2013年拍摄 |
| 待播     | 阳光正好依然是你              | 庄梦蝶         | 2016年拍摄 |
| 待播     | 隐娘                          | 宁静海         |            |
| 待播     | 亦舞之城                      | 譚思婷         |            |
| 待播     | 平等之门                      | 章涵           |            |

### 电影
| 上映年份 | 电影名             | 角色   | 备注                      |
| 2004年   | 鄧小平·1928        | 張錫媛 |                           |
| 2006年   | 十日天堂           | 秦南   |                           |
| 2009年   | 南京！南京！       | 唐周氏 |                           |
| 2009年   | 尋找成龍           | 女醫生 | 客串                      |
| 2010年   | 廬山戀2010         | 耿菲兒 |                           |
| 2011年   | 隱婚男女           | 如小果 |                           |
| 2011年   | 建黨偉業           | 蘇雪林 | 客串                      |
| 2012年   | 母语               | 李妍   |                           |
| 2012年   | 王的盛宴           | 呂后   |                           |
| 2015年   | 別有動機           | 葉霜   |                           |
| 2016年   | 睡在我上鋪的兄弟   | 徐美心 |                           |
| 2017年   | 校花偵查記         | 婉靈   | 網路電影，友情出演        |
| 2018年   | 泡芙小姐           | 班主任 | 客串                      |
| 2018年   | 超級APP            | Rita   | 出品人 網絡電影，特別出演 |
| 2018年   | 前任局中局         | 陈雯   | 網絡電影                  |
| 2019年   | 決勝時刻           | 宋慶齡 |                           |
| 2021年   | 怒火               | 蓝可盈 |                           |
| 2022年   | 藏地奇兵           | -      | 出品人、藝術總監 網絡電影 |
| 未上映   | 甜心格格之精靈來了 | 懿妃   |                           |

### 番外篇
| 年份   | 番外名                 | 播出平台 | 角色   | 备注                  |
| 2020年 | 怪你过分美丽番外       | 爱奇艺   | 莫向晚 | 共6集，每集片长1分钟  |
| 2021年 | 理智派生活之求婚大作战 | 芒果TV   | 沈若歆 | 共3集，每集片长33分钟 |

### 微電影
| 年份   | 片名     | 角色   | 备注                                                                       |
| 2012年 | 愛。璀璨 | 嵐嵐   | 施華洛世奇微電影（與張魯一合作演出）                                       |
| 2018年 | 好久不見 | 不適用 | 《時尚COSMO動態刊》先導微電影 延禧“帝后”CP（聶遠）再相聚                   |
| 2020年 | 中秋之夜 | 于歌   | 2020国庆献礼•湖南卫视蓝月亮中秋之夜 《我要我们在一起》（与范丞丞合作演出） |

### 短片
| 年份   | 片名                           | 角色   | 备注                                                         |
| 2018年 | 吃麵                           | 小岚   | 2018新浪微博最美表演“从心出发”                               |
| 2019年 | 时装茶馆                       | 不適用 | 耀•未来2019L'OFFICIEL时装之夜年度盛典                        |
| 2021年 | 不可思议书店《一间自己的房间》 | 不適用 | 栩栩华生2021时尚文化大赏SIGNS OF THE TIMES（与吴谨言、谭卓） |
| 2023年 | 新年“兔”个啥                   | 不適用 | 2023北京广播电视台春节联欢晚会（与谭松韵）                   |

### 紀錄片
| 年份   | 片名                       | 播出平台 | 片长    | 备注                                                         |
| 2012年 | 地獄之旅：一個電影人的長征 | 搜狐视频 | 114分钟 | 電影《南京！南京！》紀錄片                                   |
| 2019年 | 味里故乡                   | 酷燃视频 | 15分钟  | 生活文化记录片 第3、4集 辽宁篇：记忆中的冰甜味儿             |
| 2019年 | 女人30+                    | 腾讯视频 | 6分钟   | 女性年龄主题纪实 第5集：观众审美苛刻 第6集：相亲也麻烦       |
| 2020年 | 了不起的姐姐               | 芒果TV   | 15分钟  | 新女性生态心流对话 第3集：“莫向晚”第一次表演 第4集：爱情婚姻 |
| 2021年 | 我是规划师                 | 北京卫视 | 38分钟  | 城市复兴题材 第7集《重生》                                   |

### 配音
| 年份   | 片名 | 角色     | 备注                 |
| 2018年 | 龍貓 | 草壁靖子 | 2018年中國數碼修復版 |

## 综艺节目

### 固定综艺
| 年份   | 播放日期           | 综艺節目            | 播出平台        | 期数 | 备注         |
| ------ | ------------------ | ------------------- | --------------- | ---- | ------------ |
| 2020年 | 12月21日 - 2月14日 | 平行时空遇见你      | 腾讯视频        | 10期 | 平行时空成員 |
| 2023年 | 3月29日 - 6月14日  | 喜歡你我也是·第四季 | 愛奇藝          | 12期 | 明星觀察員   |
| 2023年 | 10月25日 - 1月24日 | 花兒與少年·絲路季   | 芒果TV 湖南衛視 | 14期 | 常驻         |
| 2024年 | 4月21日 - 7月16日  | 花兒與少年·好友記   | 芒果TV          | 13期 | 常驻         |

## 音樂作品

### EP
| EP  | 資料                                                                           | 曲目                                                                     |
| --- | ------------------------------------------------------------------------------ | ------------------------------------------------------------------------ |
| 1st | 首張EP《一肩之隔》 - 發行日期：2013年3月25日 - 語言：中文 - 唱片公司：金牌大風 | 曲目 1. 一肩之隔(《非緣勿擾》片尾曲) 2. 有種幸福叫懷念 3. 終於 4. 愛自己 |

### 單曲
| 年份   | 歌曲名稱                 | 備註                                                                                  |
| 2006年 | 忘情                     | 電視劇《第一茶莊》片尾曲（與黃少祺合唱）                                              |
| 2007年 | 錯                       | 電視劇《又見一簾幽夢》插曲（收錄於內地版原聲帶）                                      |
| 2008年 | 就在這一刻               | 2008年四川賑災歌曲（群星合唱）                                                        |
| 2011年 | 因為愛 相信愛            | 相信愛•2011電影頻道首映新年慈善晚會主題曲（群星合唱）                                 |
| 2013年 | 滾滾紅塵                 | 電視劇《滾滾紅塵》主題曲                                                              |
| 2014年 | 硬仗                     | 電視劇《唱戰記》插曲（分別與王耀慶、謝彬彬、黃義達、盧毅達合唱）                      |
| 2014年 | 屋頂上的星光             | 電視劇《唱戰記》插曲（分別與王耀慶、謝彬彬、黃義達、盧毅達合唱）                      |
| 2014年 | 屋頂上的星光（獨唱版）   | 電視劇《唱戰記》插曲（分別與王耀慶、謝彬彬、黃義達、盧毅達合唱）                      |
| 2014年 | 夜空中最亮的星           | 電視劇《唱戰記》插曲（分別與王耀慶、謝彬彬、黃義達、盧毅達合唱）                      |
| 2014年 | 夜空中最亮的星（童聲版） | 電視劇《唱戰記》插曲（分別與王耀慶、謝彬彬、黃義達、盧毅達合唱）                      |
| 2014年 | 帶我走                   | 電視劇《唱戰記》插曲（分別與王耀慶、謝彬彬、黃義達、盧毅達合唱）                      |
| 2014年 | 只想愛你                 | 電視劇《唱戰記》插曲（分別與王耀慶、謝彬彬、黃義達、盧毅達合唱）                      |
| 2017年 | 呼吸·藍                  | 《呼吸藍》公益同名主題曲（群星合唱）                                                  |
| 2018年 | 破解愛情的密語           | 網路電影《超級APP》主題曲（與王冠逸合唱）                                             |
| 2018年 | 雪落下的聲音             | 電視劇《延禧攻略》插曲                                                                |
| 2019年 | 我们都是追梦人           | 收录专辑《2019春晚歌曲抢先听》（群星合唱）                                            |
| 2020年 | 我愿意                   | 电视剧《怪你过分美丽》推广曲                                                          |
| 2021年 | 你是我时光的秘密         | 真人秀《平行时空遇见你》以见锺秦 -《你是我时光的秘密》主题曲（与刘以豪合唱）          |
| 2021年 | 懂                       | 电视剧《理智派生活》片尾曲（与王鹤棣合唱）                                            |
| 2023年 | 有你在身旁               | 影視劇《燦爛的轉身》主題曲（與鄧家佳合唱）                                            |
| 2023年 | 花兒與少年               | 《花兒與少年·絲路季》主題曲（与秦海璐、辛芷蕾、迪麗熱巴、趙昭儀、王安宇、胡先煦合唱） |

### MV
| 首播年份 | 歌曲名稱       | 專輯                                |
| 2009年   | 躲不了         | 何潤東專輯《我記得我愛過》          |
| 2013年   | 一肩之隔       | 個人EP《一肩之隔》                  |
| 2019年   | 我们都是追梦人 | 群星合唱 专辑《2019春晚歌曲抢先听》 |

## 獎項

### 影視獎項
| 年份   | 頒獎典禮                    | 獎項                           | 作品                           | 結果 |
| 2008年 | 第7屆中國金鷹電視藝術節     | 最具人氣女演員                 | 《又見一簾幽夢》               | 提名 |
| 2008年 | 第24屆中國電視金鷹獎        | 觀眾喜愛的女演員               | 《又見一簾幽夢》               | 提名 |
| 2011年 | 第5屆華鼎獎                 | 華語年度電影新銳演員           |                                | 獲獎 |
| 2011年 | 第6屆華鼎獎                 | 古裝類最佳女演員               | 《深宅》                       | 提名 |
| 2011年 | 第3屆英國萬象電影節         | 最具潛力女演員                 | 《母语》                       | 獲獎 |
| 2013年 | 第7屆亞洲電影大獎           | 最佳女配角                     | 《王的盛宴》                   | 提名 |
| 2018年 | 第3屆金海鷗國際新媒體影視節 | 最佳女演員                     | 《延禧攻略》                   | 獲獎 |
| 2018年 | 第14屆中美電視節            | 年度最佳女主角                 | 《延禧攻略》                   | 獲獎 |
| 2018年 | 第10届國劇盛典              | 年度魅力女演員                 | 《延禧攻略》                   | 獲獎 |
| 2018年 | 第5屆中国电视好演员奖       | 最佳網劇女演員                 | 《延禧攻略》                   | 獲獎 |
| 2019年 | 第1屆中加電視節             | 最佳女演員                     | 《延禧攻略》                   | 獲獎 |
| 2020年 | 第29屆华鼎奖颁奖典礼        | 全国观众最喜爱十佳演员         | 《怪你过分美丽》               | 提名 |
| 2020年 | 第5届金骨朵网络影视盛典     | 年度女演员                     |                                |      |
| 2020年 | 第5届金骨朵网络影视盛典     | 年度女演员                     | 《怪你过分美丽》《民初奇人传》 | 提名 |
| 2021年 | 第32屆华鼎奖颁奖典礼        | 全国观众最喜爱十佳演员         | 《理智派生活》                 | 提名 |
| 2022年 | 第35屆华鼎奖颁奖典礼        | 华语近现代题材电视剧最佳女演员 | 《传家》                       | 提名 |
| 2022年 | 第14届國劇盛典              | 年度优秀演員                   | 《关于唐医生的一切》           | 獲獎 |

### 其他獎項
| 年份   | 頒獎典禮                                 | 獎項                             |
| 1999年 | 第6屆全國推新人大賽                      | 廣告模特組金獎                   |
| 2007年 | 20071217 騰訊網星光大典                  | 內地年度最受歡迎電視女演員       |
| 2007年 | BQ紅人榜                                 | 最佳螢屏拍檔（與保劍鋒共同獲得） |
| 2009年 | 2008-2009風尚權力榜                      | 風尚偶像女明星                   |
| 2009年 | 2009年影響中國女性生活十大精英人物頒獎禮 | 最佳LADY形象獎                   |
| 2009年 | 《每日新報》創刊十週年頒獎盛典           | 津門讀者最受歡迎明星獎           |
| 2009年 | 20091222 BQ紅人榜                        | 年度風尚魅力紅人                 |
| 2010年 | 中國影響2009·時尚盛典                    | 年度影視紅人                     |
| 2010年 | 第5屆風尚中國榜                          | 年度風尚影視明星                 |
| 2010年 | 風尚權力榜頒獎典禮                       | 年度封面明星                     |
| 2010年 | 2010中國能量女性榜盛典                   | 最具人氣影響力能量女性大獎       |
| 2010年 | BQ紅人榜                                 | 年度風尚魅力紅人                 |
| 2010年 | 2010中國時尚大典                         | 時尚紅毯明星                     |
| 2010年 | 20101221 騰訊網星光大典                  | 年度風尚女藝人                   |
| 2011年 | 希望從行動開始慈善晚宴                   | 2010志願先鋒獎                   |
| 2011年 | 《優品》雜誌四週年晚宴                   | 年度突破獎                       |
| 2011年 | MSN時尚之夜                              | MSN星月風尚藝術明星              |
| 2012年 | 2011年度明星公民暨金牌推手頒獎盛典       | 明星年度公民                     |
| 2013年 | YOKA時尚網                               | 2012年度第一時尚人物             |
| 2013年 | 第十二屆星尚大典                         | 星尚演藝先鋒人物                 |
| 2014年 | 綻放新申美妝大賞                         | 年度風格造型獎                   |
| 2014年 | 2014時尚新娘                             | 年度封面明星                     |
| 2014年 | 中國時尚權力榜頒獎盛典                   | 年度時尚藝人                     |
| 2015年 | 第5屆明星公民頒獎盛典                    | 年度明星公民                     |
| 2016年 | COSMO時尚成就夢想盛典                    | 夢想跨界人物大奖                 |
| 2016年 | 網易時尚跨界盛典                         | 年度最受關注跨界女明星大獎       |
| 2018年 | COSMO時尚美麗盛典                        | 年度突破美麗偶像                 |
| 2018年 | 2019愛奇藝尖叫之夜荣誉盛典               | 年度戲劇人物塑造                 |
| 2018年 | BAZAARJewelry極品珠寶夜宴                | 最具影響力珠寶明星               |
| 2018年 | 新加坡星和璀璨星光夜                     | 最受矚目亞洲女藝人獎             |
| 2019年 | 2018微博之夜                             | 微博年度女神                     |
| 2019年 | 2018爱奇艺娱乐大赏                       | 让我哭翻                         |
| 2019年 | 2018爱奇艺娱乐大赏                       | 最想成真CP                       |
| 2020年 | 2021愛奇藝尖叫之夜                       | 年度品质演员                     |
| 2021年 | 《平行时空遇见你》终映礼                 | 最佳默契搭档（与刘以豪共同获得） |
| 2021年 | 第1届栩栩华生时尚文化大赏                | 年度影响力大奖                   |
| 2023年 | 第三届时代旋律家国情怀                   | 年度影响力演员                   |
| 2023年 | 2023愛奇藝尖叫之夜                       | 年度魅力女演员                   |
| 2024年 | 2023微博之夜                             | 年度闪耀演员                     |
| 2024年 | 2024爱奇艺尖叫之夜                       | 观众喜爱的演员                   |

## 公益活动
- 2011年12月，秦岚到北京朝阳区金盏新公民学校，她作为“我们共同的城市”公民公益行动的爱心大使，秦岚实地走访了打工子弟学校，为孩子们带去了御寒的围巾与帽子，并为打工子弟学校捐赠了急用药品和文具，在与同学们的亲密互动中还合唱了歌曲《小螺号》。[31]
- 2014年5月22日，秦岚受邀出席2014年善行者启动仪式暨活动体验日。[32]
- 2016年9月10日清晨，秦岚于北京参与中国扶贫基金会主办的善行者公益徒步筹款活动，公益徒步起点将从居庸关走起，来自不同国家和地区的3200名善行者，为贫困山区的孩子挑战极限，徒步百公里。善行者“爱心大使”秦岚，为3200名善行者的百公里徒步爱心加油助力。[33]
- 2020年2月8日，武汉市受到新冠肺炎侵袭，秦岚捐款20万人民币予中华思源工程扶贫基金会。[34]
- 2020年8月11日至12日，秦岚到四川省西昌市凉山州喜德县中坝镇中坝村参与“我们的中国梦”文化进万家——“心连心”，助力脱贫攻坚。秦岚则化身“一日班主任”，与当地彝族孩子们共同带来表演《咏萤火》。[35]
- 2021年7月21日，河南省暴雨成灾，秦岚捐款50万人民币予郑州市红十字会驰援河南。[36]
- 2022年3月17日，秦岚捐款50万人民币予吉林省红十字会以支持吉林省抗疫。[37]
- 2022年4月29日，秦岚通过韩红爱心慈善基金会捐赠物资予上海市养老机构。[38]
- 2023年12月19日，秦岚捐款50万人民币予中国乡村发展基金会以支持甘肃地震救援。

## 粉丝见面会
| 年份   | 日期    | 主题                   | 地点                                                       | 出席         |
| 2005年 | 2月22日 | 秦岚元宵影迷会         | 中国湖南省长沙市                                           | 个人         |
| 2018年 | 11月1日 | 《延禧攻略》粉丝见面会 | 台湾台北市內湖區瑞光路455、457號 （GTV八大电视台总部大楼） | 吴谨言、许凯 |
| 2019年 | 7月17日 | “山间和风”秦岚生日会   | 中国上海市                                                 | 个人         |

## 外部連結
- 秦嵐的新浪微博
- 秦嵐的Instagram帳戶
- 秦嵐的新浪博客
- 秦嵐工作室的新浪微博
- 秦嵐在互联网电影资料库（IMDb）上的資料（英文）